# لگد (فیلم ۲۰۰۹)
لگد (به انگلیسی: Kick) فیلمی هندی محصول سال ۲۰۰۹ و به کارگردانی سروندر ردی است. در این فیلم بازیگرانی همچون راوی تجا، ایلیانا دی‌کروز، شمس‌الدین ابراهیم، سایاجی شینده، کوتا سرینیواسا راو و نالینی ایفای نقش کرده‌اند.دنباله این فیلم لگد ۲ نام دارد.